# Deontostoma karachiense
Deontostoma karachiense is een rondwormensoort uit de familie van de Leptosomatidae.